# Osvěta
Osvěta byl český kulturní, vědecký a politický měsíčník, který založil Václav Vlček roku 1871 a redigoval ho do své smrti roku 1908. Byl zaměřen vlastenecky a spíše konzervativně. Přinášel beletrii i básně, kritiky a odborné i popularizační články vědecké. Mezi významnější autory patřili například Svatopluk Čech, Adolf Heyduk, Eliška Krásnohorská, Václav Flajšhans, Josef Václav Frič, František Xaver Harlas (výtvarné umění), Ferdinand Schulz, Renáta Tyršová nebo Ferdinand Zákrejs. Po Vlčkově smrti časopis vedl František Adolf Šubert a v letech 1915–1921 Adolf Srb.